# Benjamin Flores Jr.
 (juillet 2021).
La mise en forme du texte ne suit pas les recommandations de Wikipédia : il faut le « wikifier ».
Les points d'amélioration suivants sont les cas les plus fréquents :
- Les titres sont pré-formatés par le logiciel. Ils ne sont ni en capitales, ni en gras.
- Le texte ne doit pas être écrit en capitales (les noms de famille non plus), ni en gras, ni en italique, ni en « petit »…
- Le gras n'est utilisé que pour surligner le titre de l'article dans l'introduction, une seule fois.
- L'italique est rarement utilisé : mots en langue étrangère, titres d'œuvres, noms de bateaux, etc.
- Les citations ne sont pas en italique mais en corps de texte normal. Elles sont entourées par des guillemets français : « et ».
- Les listes à puces sont à éviter, des paragraphes rédigés étant largement préférés. Les tableaux sont à réserver à la présentation de données structurées (résultats, etc.).
- Les appels de note de bas de page (petits chiffres en exposant, introduits par l'outil «  Source ») sont à placer entre la fin de phrase et le point final[comme ça].
- Les liens internes (vers d'autres articles de Wikipédia) sont à choisir avec parcimonie. Créez des liens vers des articles approfondissant le sujet. Les termes génériques sans rapport avec le sujet sont à éviter, ainsi que les répétitions de liens vers un même terme.
- Les liens externes sont à placer uniquement dans une section « Liens externes », à la fin de l'article. Ces liens sont à choisir avec parcimonie suivant les règles définies. Si un lien sert de source à l'article, son insertion dans le texte est à faire par les notes de bas de page.
- La présentation des références doit suivre les conventions bibliographiques. Il est recommandé d'utiliser les modèles {{Ouvrage}}, {{Chapitre}}, {{Article}}, {{Lien web}} et/ou {{Bibliographie}}. Le mode d'édition visuel peut mettre en forme automatiquement les références.
- Insérer une infobox (cadre d'informations à droite) n'est pas obligatoire pour parachever la mise en page.

Pour une aide détaillée, merci de consulter Aide:Wikification.
Si vous pensez que ces points ont été résolus, vous pouvez retirer ce bandeau et améliorer la mise en forme d'un autre article.
Benjamin Christopher Flores Jr. est un acteur et rappeur américain né le 24 juillet 2002. Il est également connu sous le nom de Lil' P-Nut.
Dans le monde de la musique, il est connu pour sa chanson You Might Be the One. En tant qu'acteur, Flores a interprété le rôle de Louie Preston dans la série télévisée Trois fantômes chez les Hathaway, de 2013 à 2015. Il a également joué Triple G dans la série Game Shakers, de 2015 à 2019.

## Carrière

### Jeunesse
Flores est né à Memphis, dans le Tennessee.

### Musique
Il se fait connaître pour la première fois à l'âge de 7 ans, après avoir donné une interview par la chaîne de télévision locale, Memphis Fox 13. Après cela, il apparaît sur The Ellen DeGeneres Show, où il interprété son premier single de rap "You Might Be the One for Me" sous le nom de Lil' P-Nut. Le single fut publié le 25 septembre 2010. Flores apparaît ensuite sur la chanson "All That"  de Cymphonique.

### Cinéma
En tant qu'acteur, Flores apparaît dans un épisode de la sitcom Ma femme, ses enfants et moi. En 2011, il est choisi pour interpréter le pingouin rappeur Atticus dans le film d'animation Happy Feet 2,. Il fait également une apparition dans le clip "Look In The Mirror" de Yo Gotti. En 2014, Flores apparaît dans le film Mise à l'épreuve, sorti en janvier de la même année.
En 2013, Flores est choisi pour jouer le rôle principal de la série télévisée Trois fantômes chez les Hathaway. Il y interprète Louie, un jeune fantôme résidant dans la maison d'une famille appelée les Hathaways,. L'histoire de la série s'étend sur deux saisons, et prend fin en 2015. En 2014 et 2015, il est nommé en tant qu'acteur de télévision préféré aux Nickelodeon Kids' Choice Awards pour son rôle dans la série,.
Le 7 juillet 2015, il est annoncé que Flores serait co-vedette dans Game Shakers, la nouvelle série du réalisateur Dan Schneider. Il y joue le rôle de Triple G, fils du célèbre rappeur Double G (Kel Mitchell). En novembre 2016, la série est renouvelée pour une troisième saison.
Le 13 juin 2016, Flores est présenté comme la nouvelle voix de Gerald Johanssen dans le téléfilm Hé Arnold ! : Mission Jungle. En 2017, il obtient un rôle dans le film d'action Transformers: The Last Knight. En 2018, Flores apparaît dans le film Le Bout du Monde, produit par Netflix et sorti en mai 2019. En 2021, on le voit interpréter le rôle de Josh dans le film Fear Street, partie 1 : 1994, sorti sur Netflix également,. De 2020 à 2021, il joue Eugene Jones dans la série télévisée Your Honor.

## Filmographie

### Télévision
- 2013–2015 : Trois fantômes chez les Hathaway : Louis Preston
- 2014: Les Thundermans : Louis Preston
- 2015–2019 : Game Shakers : Triple G
- 2017 : Hé Arnold ! : Mission Jungle, téléfilm : Gerald Johanssen
- 2020–2021 : Your Honor : Eugene Jones
- 2023 : Code Quantum : Dwain (saison 2, épisode 5)

### Cinéma
- 2011 : Happy Feet 2 : Atticus
- 2014 : Mise à l'épreuve : Morris
- 2014 : Santa Hunters : Alex
- 2015 : One Crazy Cruise : Nate Bauer
- 2015-2017 : Henry Danger : Lil' Biggie / Triple G
- 2017 : Transformers: The Last Knight : Kid
- 2018 : Flynn Carson et les Nouveaux Aventuriers : Freddy
- 2019 : Le Bout du Monde : Dariush
- 2021 : Fear Street, partie 1 : 1994 : Josh
- 2021 : Fear Street, partie 2 : 1978 : Josh
- 2021 : Fear Street, partie 3 : 1666 : Josh

## Récompenses et nominations

### Récompenses
- 2014 Imagen Awards : Meilleur jeune acteur de télévision pour Trois fantômes chez les Hathaway[18]

### Nominations
- Kids' Choice Awards 2014 : Meilleur acteur de télévision pour Trois fantômes chez les Hathaway[8]
- Kids' Choice Awards 2015 : Meilleur acteur de télévision pour Trois fantômes chez les Hathaway[9]
- Kids' Choice Awards 2017 : Meilleur acteur de télévision pour Game Shakers[19]